# Скарлет Сент-Клер
Скарлетт Сент-Клер (англ. Scarlett St. Clair) – американська письменниця, авторка бестселерів міфологічного фентезі про Аїда і Персефону, творів «Коли з’являються зірки», «Король битви та крові». Книги Скарлетт Сент-Клер перекладені на багато мов й видані вже більш ніж у 13 країнах. Роман «Дотик хаосу» (2024 р.) увійшов до списку бестселерів The New York Times.

## Біографія
Скарлетт Сент-Клер народилася і виросла в невеличкому містечку Юфола, штат Оклахома, США. Походить з корінного народу маскогі. У Юфолі майбутня авторка пішла в школу, яку закінчила у 2008 році. Відразу після школи Скарлетт вступила до коледжу в Університеті Оклахоми. В університеті дівчина здобула ступінь бакалавра англійської літератури (2012) та ступінь магістра бібліотечної справи у 2014 році.
Про письменницьку кар’єру стала мріяти з 13 років, коли прочитала перший фентезійний роман «Володар перснів» й захотіла створити свій дивовижний світ. Сага Дж. Толкіна надихнула дівчинку стати письменницею. Писати Скарлетт почала ще у школі. Вперше опублікувала книгу в коледжі у 2014 році. 

## Творчість
Скарлетт почала з самвидаву, дві перші книги вийшли у 2014 та 2015 роках, вони не мали жодної популярності. Тоді авторка зробила невелику перерву, щоб попрацювати над собою. Після здобуття магістерського ступеня з бібліотечної справи Скарлетт Сент-Клер 5 років працювала бібліотекарем та менеджером інформаційних послуг. Книга «Коли з’являються зірки» вийшла у 2018 році, але популярною не стала.
Коли авторка вивчала англійську літературу, то зацікавилась давньогрецькими міфами, бо програма передбачала прочитання багатьох епосів. Цікавість переросла в одержимість, тому з’явилися книги, сюжет яких тісно пов’язаний з давньогрецькою міфологією. Жителі Олімпу й підземного світу яскраво постали на сторінках романів С. Сент-Клер. Однією з сильних сторін авторки є її здатність переосмислювати та вдихати нове життя в стародавні міфи та легенди.
Сюжет книги «Дотик темряви» письменниця виношувала з 2016 року. Міф про Аїда й Персефону завжди був її улюбленим. Роман вийшов у 2019 році й отримав гарні відгуки від читачів, що мотивувало авторку писати продовження. Книги «Гра долі» і «Дотик спустошення» побачили світ у 2020 році. У цьому ж році Скарлетт Сент-Клер залишила роботу штатного бібліотекаря, щоб мати змогу писати повний день. Авторка стверджує, що вона стала заробляти достатньо грошей письменництвом, має пенсійний та кілька інвестиційних рахунків, альтернативний план страхування життя. Її книги були представлені в TikTok та Instagram.
У 2021 році Скарлетт піднялася на вершину списків бестселерів, що призвело до того, що популярна письменниця підписала імпринт Bloom Books Sourcebooks.
У 2023-2024 рр. авторка працювала над серією переказів казок. Читачі змогли насолодитися творами «Гори зі скла» та «Яблука в золоті».
Авторка є запеклим прихильником інклюзивності в усіх своїх творчих починаннях: її книги прославляють свободу волі, сексуальний позитивний погляд, розширення прав і можливостей жінок.
У кінці 2020 року пережила втрату батька через COVID. Зараз живе в Оклахомі зі своєю собакою Ейді. Працює над написанням книги «Терор біля воріт» (Terror at the Gates).

### Сага «Гадес і Персефона»
- «Книга 1: Доторк темряви»
- «Книга 2: Гра долі»
- «Книга 3: Доторк спустошення»
- «Книга 4: Гра відплати»
- A Touch of Malice
- A Touch of Chaos.
- «Гра богів»

Чотири книги серії «Гадес і Персефона» були перекладені українською й випущені видавництвом BookChef (2023-2025 рр.).

### Серія «Адріан та Ізольда»
- «Король битви і крові»
- «Королева міфів і монстрів»

### «Серія переказів казок»
«Гори зі скла»  (2023)
«Яблука в золоті»  (2024)